# Kujang-ŭp
Kujang-ŭp är en ort i Nordkorea.   Den ligger i provinsen Norra P'yŏngan, i den centrala delen av landet, 100 km norr om huvudstaden Pyongyang. Kujang-ŭp ligger 66 meter över havet och antalet invånare är 19 522.
Terrängen runt Kujang-ŭp är huvudsakligen kuperad, men den allra närmaste omgivningen är platt. Runt Kujang-ŭp är det ganska tätbefolkat, med 185 invånare per kvadratkilometer. Det finns inga andra samhällen i närheten. Trakten runt Kujang-ŭp består till största delen av jordbruksmark.